# Svinsnokar
Svinsnokar (Heterodon) är ett släkte ormar i familjen snokar som förekommer i Nordamerika. Svinsnokar kallas även trynsnokar. Släktet tillhör underfamiljen Dipsadinae som ibland listas som familj.
Svinsnokar har i förhållande till sin storlek en kraftig kropp och kännetecknas av sin uppåtvända nos. När de hotas kan de spänna ut nacken, ungefär som en kobra, samtidigt som de väser högt och gör skenutfall mot angriparen. Om detta inte skrämmer bort angriparen kan svinsnoken istället spela död för att försöka undkomma.
Svinsnokar har giftig saliv men bett anses ofarliga för människor. Längden är 36 till något över 90 centimeter för arten Heterodon nasicus, 50 till 115 centimeter för Heterodon platirhinos och 33 till 56 centimeter för Heterodon simus, som är den minsta arten. Ormarna är marklevande och livnär sig på små gnagare, ödlor och groddjur.
Utbredningsområdet ligger i Nordamerika. Arterna föredrar torra landskap men de besöker även fuktiga habitat. Honor lägger ägg.

## Arter
Det finns fyra beskrivna arter i släktet:
- Heterodon kennerlyi
- Heterodon nasicus
- Heterodon platirhinos
- Heterodon simus

## Bildgalleri

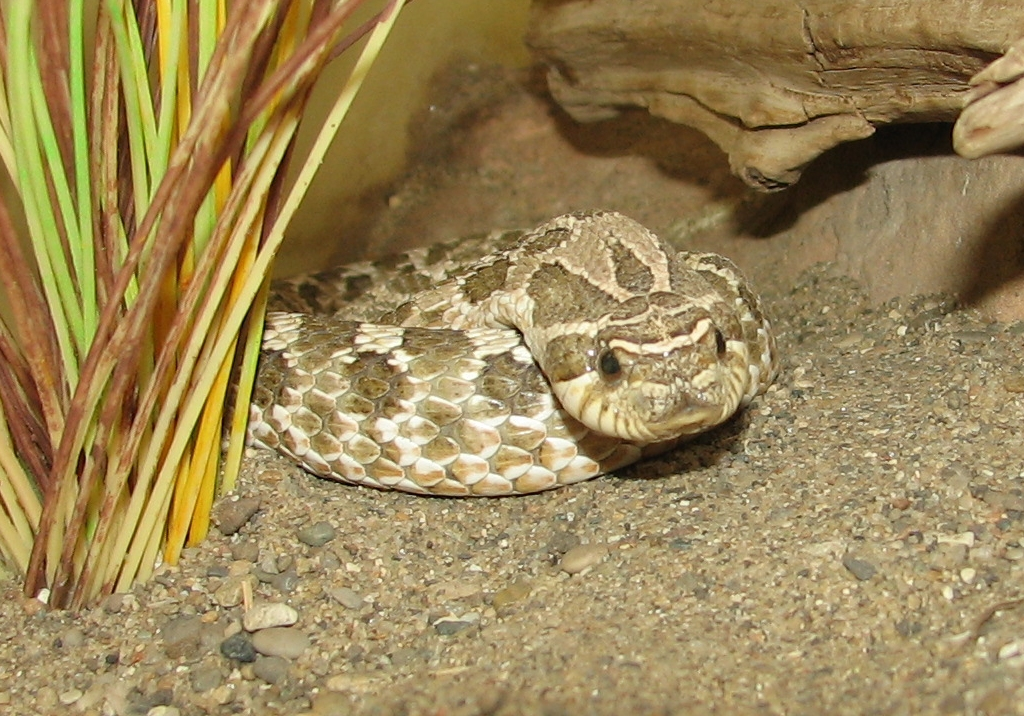
Heterodon nasicus i terrarium.
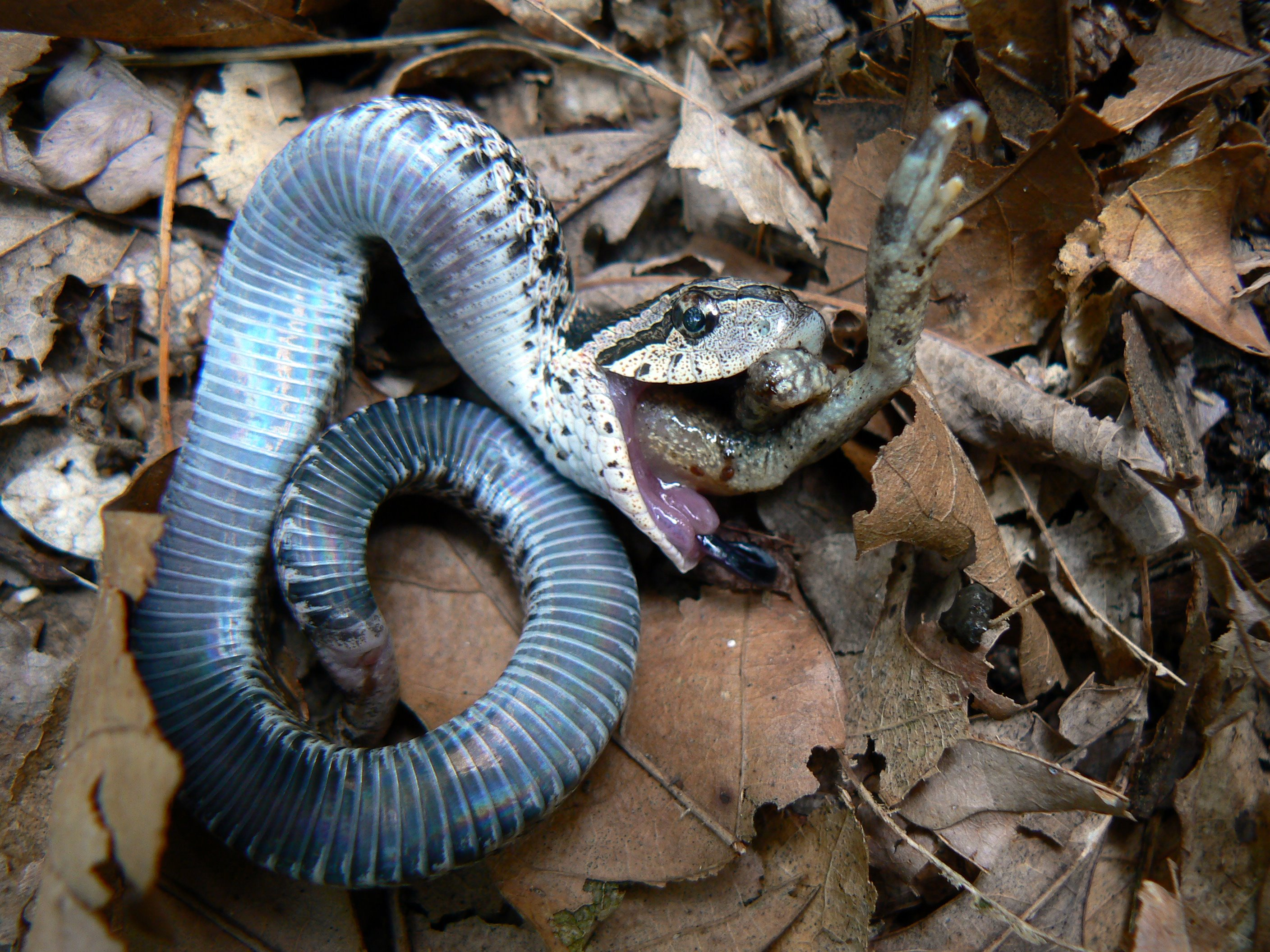
Heterodon platirhinos som spelar död.
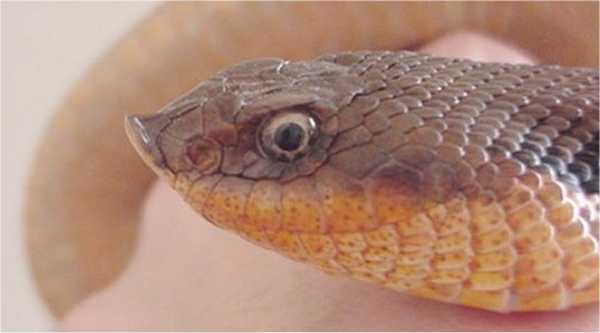
H. platirhinos, närbild på huvudet.